# マリア像

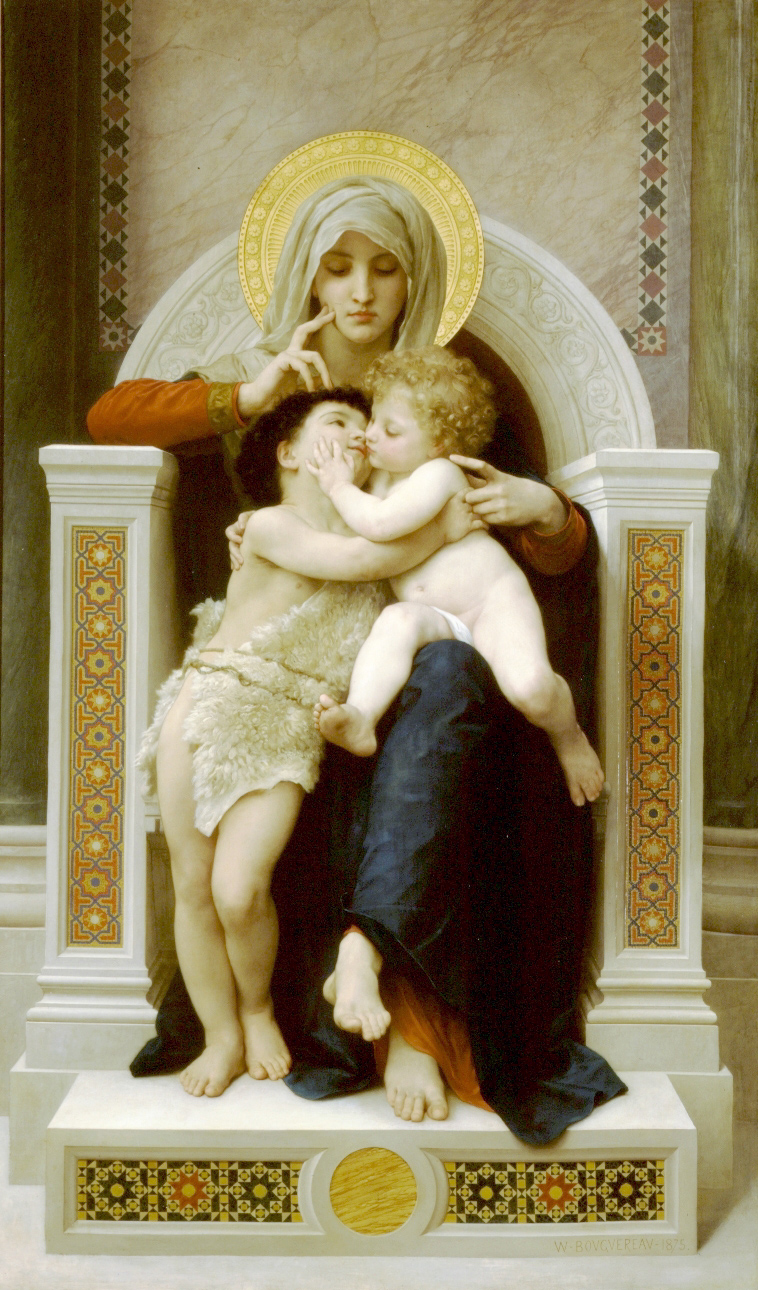
ヨハネもいる聖母子像

マリア像（マリアぞう）とは、キリスト教美術においてイエス・キリストの母マリアを描く図像。大きく「単独のマリア像」と「マリアの生涯を描く図像」に大別できる。
マリア像では描かれる人物はマリア単独のことも、その子イエス・キリストとともに描かれることもある。その他マリアは様々な人物、事物とともに描かれ、その図像の種類は多岐にわたる。いわゆるマドンナ、聖母子像はマリア像の一種でマリアとイエス・キリスト（多くは幼児、少年期）を描く図像。聖母子像といった際、どの時期、年齢のマリアとイエスを描くかにより、特別の図像名がつけられることもある。たとえば受難における「イエス・キリストの亡骸を抱く聖母マリア」はピエタと呼ばれる事が多い。

## マリア像の歴史
マリア像の歴史は、キリスト教の発展と密接に関わりながら、約1500年にわたって進化してきました。
初期キリスト教時代（1-4世紀）
初期のキリスト教では、偶像崇拝への警戒から聖母マリアの視覚的表現は限られていました。最古のマリア像は3世紀頃のカタコンベの壁画に見られ、幼子イエスを抱く母親として描かれています。
ビザンティン時代（5-15世紀）
コンスタンティノープル公会議（431年）でマリアが「神の母」と公式に認められると、マリア像の制作が本格化しました。イコン（聖像）として、金地に描かれた荘厳なマリア像が数多く制作され、東方正教会の重要な礼拝対象となりました。
中世西欧（6-15世紀）
ロマネスク時代には、教会の柱頭や扉口にマリア像が彫刻されました。ゴシック時代になると、大聖堂のファサードやステンドグラスに美しいマリア像が表現され、「天の女王」として威厳ある姿で描かれることが多くなりました。
ルネサンス時代（15-16世紀）
人文主義の影響で、マリア像はより人間的で親しみやすい表現となりました。レオナルド・ダ・ヴィンチの「岩窟の聖母」やラファエロの数々のマリア像は、母性の優しさと神聖さを完璧に調和させた傑作として知られています。
バロック時代（17-18世紀）
対抗宗教改革の影響で、感情に訴える劇的なマリア像が制作されました。ベルニーニやムリーリョなどの作品は、信仰心を高める効果を狙った動的で情熱的な表現が特徴です。
近現代（19世紀以降）
19世紀には各地でマリア出現の報告が相次ぎ、ルルドやファティマなど巡礼地のマリア像が世界的に有名になりました。20世紀以降は、各地域の文化と融合した多様なマリア像が制作され、グアダルーペの聖母のように民族的特徴を持つ像も重要な位置を占めています。
現代では、伝統的な様式を維持しながらも、現代アートの手法を取り入れた新しいマリア像の表現も生まれており、マリア像の歴史は今も続いています。

## 分類
図像学の標準的な図像分類Iconclassにおけるマリア像の分類（http://www.iconclass.org/rkd/9/?q=mary&q_s=1 ）や、スペインのTrensによるマリアに特化した分類などを参考に分類する。

### 分類基準 大分類 3区分

#### 信仰の表現；祈る
祈る仕草のマリアをここに分類。「信仰」を最も端的に表す図像と言えよう。
```
11F231 マリア（幼児イエス無し）：立像：オランス（ブラケルニティッサ） と対応（以下iconclass分類は列挙のみ）
```

#### 希望の表現：王座に座る
御子イエスを膝にのせ王座に座るマリアをここに分類。マリアは自分の幼な子を抱く喜ばしげな母ではなく、ロゴス（神の御言）であるイエスを膝にのせた「上智（御言）の座る所」として尊厳な様子で描かれる。この図像が「上智の座Seat of Wisdom（知恵の座）」、「尊厳」（マエスタ）の名前で呼ばれるわけである。なぜ「希望」と対応づけたかは懐妊と希望が欧州語では同一語のことが多く（　Hoffnung ドイツ語など）、「イエスの座す（宿った）」ところとしてのマリアをイメージさせるからである。希望をイメージさせる色は緑。また変種のひとつ、田園のなかのマリアはドイツ語で「緑の中のマリア」とも呼ばれる。Iconclass分類は↴
```
11F24 マリア（幼児イエス無し）：座像
11F243 マリア（幼児イエス無し）：座像：マリアと
一角獣

11F244 マリア（幼児イエス無し）：座像：王座に座す
```

#### 情愛の表現：細部
「情愛のマリア」はマリアの神の母としての尊厳よりも御子への愛情や2人の親密さを強調する図像で、「授乳するマリア」や「頬を寄せ合う図像」など。またマリアとイエスの情愛を示す様々な事物が登場。Iconclass 分類は↴
```
11F1 マリアの象徴と予型
11F7 特定の部分：マドンナの表現
11F74 特定の部分：マドンナの表現：その他の特定の部分
11F741 特定の部分：マドンナの表現：その他の特定の部分：幼児としての
洗礼者ヨハネ
。いわゆるマドンナ、
聖母子像
はこのグループが多い。
```

### 中分類 （9区分）

#### 喜びを観想する
祈りを内面の祈り（黙想、観想）と、外に現れた祈りの活動、成果に二分。キリスト教の修道会などを観想と活動に大別するのに対応。内面の祈りは喜びと悲しみに区分（その変種として「栄光」もある）。 Iconclass 分類は 11F242 マリア（幼児イエス無し）：座像：喜びのマリア

#### 悲しみを観想する
マリアの悲しみの最たるものは御子イエスの受難 、十字架刑 での死。こうした悲しみの場にいるマリアやそれから派生した図像を分類。ただし喜びと悲しみは峻別されるとは限らず喜びと混合したような図像もある。Iconclass 分類は↴
```
11F25 マリア（幼児イエス無し）：「マーテル・ドロロサ」悲しみの聖母
11F251 マリア（幼児イエス無し）：「マーテル・ドロロサ」泣くマリア
11F252 マリア（幼児イエス無し）：「マーテル・ドロロサ」剣で貫かれる
11F253 マリア（幼児イエス無し）：「マーテル・ドロロサ」受難具を伴う
11F241 マリア（幼児イエス無し）：座像：悲しみのマリア
```

#### 活動的祈り
内面の祈りに対して、外に現れた祈りは具体的に描かれる。祈る仕草以外にも祈りとその成果を示す図像があり、多くのマリア像が含まれる。 祈りの道具であるロザリオ （数珠に似る）を含む図像、人々の祈りをかなえるため「守護するマント」で人々をかくまう図像、人々の祈りを神に仲介する「とりなし」の図像に三区分。とりなしに応じ人々の守護聖人となっているマリア像はその強力さ、尊厳が「王座に座す」マリアに近いものがある。Iconclass 分類は↴
```
11F63 マドンナ（幼児イエスを伴う）、他の人物が伴うか周囲にいる：幼児イエスがいないこともある、団体の守護聖人として
```

#### 王座の左右と内部の変化
王座に座すマリアの左右には最初マギー や天使 、次いで様々な聖人たちが描かれる。最初は王座と周囲を仕切る境界、枠が明確。 次いで中央の聖母子と左右の聖人との間で、枠状の仕切りがなくなり両者が意味上も同一空間内に置かれるという変化が起こる。こうした、聖人が聖母子と同列に描かれている図像タイプを聖会話（サクラ・コンヴェルシオーネ）と呼ぶ。両者が精神的に会話を交わしているように感じられるからである。祭壇画の主要形式であり続けたのは依頼主（修道会や後には富裕な個人）と関係の深い聖人を配するのに都合のよい形式であったからである。 もうひとつ王座自体、というより「王座としてのマリア」自体の変化がある。「開くマリア」像は観音開きに内部が開く彫像で土俗的な印象が強い。懐妊時期のマリアを描く図像では御子イエスが胎内に描かれるがそれとはまた違う図像である。マリア内部に聖遺物や神が含まれるとその姿は非キリスト教の女神像に似てくる。そこで「黒い聖母 （マリア）」という、非キリスト教的要素の強い図像もこの下位区分に分類した。 Iconclass 分類は↴
```
11F6 マドンナ（幼児イエスを伴う）、他の人物が伴うか周囲にいる
11F62 マドンナ（幼児イエスを伴う）、他の人物が伴うか周囲にいる：特別の図像タイプ
11F621 マドンナ（幼児イエスを伴う）、他の人物がいる： 「天の女王」「天使の女王」「マエスタ」 それぞれ別タイプ
```

#### 王座の上への変化
「王座の聖母子」で王座が地面よりかなり高い位置にある場合は「雲の上の聖母子」に近い構図となる（ジョルジョーネの「カステルフランコの聖母子」）。ラファエロの「フォリーニョの聖母」は更に高く、空中に出現した聖母子を描いており「黙示録の女」の天空の出現を彷彿とさせる。次いで地上をはるか離れ、天上に達したマリアは浮遊感も無く、別の図像タイプとなる。Iconclass 分類は↴
```
11F5 マドンナ（幼児イエスを伴う）、空中または雲中
```

#### 王座の下への変化
上への変化が天上、神的なものへの接近とすればこちらは人間的要素の強調。王座に座り授乳するマリアはかなり早くから美術に登場。王座を離れ、地面に座すマリアは「謙譲」というキリスト教の徳を表現。その地面には花が咲き、草が柔らかなクッションとなることも。「閉じた園」、庭全体もマリアの象徴。地面に座って授乳するという両者混合の図像もある。
Iconclass 分類は↴
```
11F43 マドンナ（幼児イエスを伴う）：マリアは地面に座す、幼児イエスは彼女の膝の上に
```

#### マリアとイエスの周囲の事物
「尊厳」より「情愛」を強調する図像では細部に様々な要素が描かれる。ただしマリアとイエス以外のそれらは必ずしも情愛を意味するものではない。図像学的にみれば 象徴 、 アトリビュート （持物）、 予型 などに区別される。　　　　　　　　　　　　Iconclass 分類は↴
```
11F11 マリアの象徴
11F111 マリアの象徴：連祷から
11F112 ロレトの連祷の象徴を伴うマリアまたはマドンナ
11F15 マリアの予型
```

#### イエス
マリア像においてイエスは最重要なマリアのアトリビュート（持物）といえる。イエスをマリア以下にみなすということではなく図像ごとに相対的な重要度。Iconclass 分類は↴
```
11 F 4 マドンナ（幼児イエスを伴う）
11 F 7 1 特定の部分：マドンナの表現：幼児イエスの部分
```

#### マリア 本人
マリアその人の分類。周囲との関係：服飾（持物を含む広い意味で）、次に周囲とイエスとの関係含まない、マリア本人の様子、そしてマリア像自体と周囲の関係。その図像がどういう場所、文脈にあり、どういう人にどう解釈されるかという相対的な分類。 Iconclass 分類は 11F2 マリア（幼児イエス無し） 11F26 マリア（幼児イエス無し）：その他の型 11F3 マリア（幼児イエス無し）、他の人物伴う

### 小分類 （27区分）

#### 喜ばしい存在マリア
マリアの存在そのものが喜ばしいと考えられてきた（聖書にある「すべての人はわたしを幸いと言うでしょう」とのルカ福音書にある、マリア自身の言葉）。マリアの起源を示す図像は他の女性像からの流用、対比や同一視から次第にマリア独自の図像へと発展。他の女性像はマリアに似ているため、マリアでないかどうか曖昧な場合もある。

#### 無原罪の御宿りのマリア像
マリアは人類の原罪を負うことなく母アンナの胎内に「宿り」、清らかで「無原罪」であるとする「無原罪の御宿り」のマリア像が登場する。この区分にはマリアの両親や祖先が誰であったかを示す「系図」に関する図像も含まれる。　　　　　　Iconclass 分類は↴
```
11 F 2 3 2 マリア（幼児イエス無し）：立像：イマキュラータ、ピュリッシマ
```

#### 生涯で最も喜ばしい時期
マリアの生涯で最も喜ばしい時期、（イエス）降誕はクリスマスの主要テーマである。なおマリアの喜びを総括した図像（マリア7つの喜び、など）はロザリオ、喜びに分類される。

#### 受難以前の「悲しみ」
悲しみを「受難」を中心に三大別した場合の前史にあたる。「幼児イエスを抱いたマリア像」と「 ピエタ（成人イエスの遺体を抱いたマリア像）」とは全く別の意味に思えるが、通常の聖母子像は情愛に満ちた母と幼児、ピエタは悲しみに満ちた母と子という区別は必ずしも正しくない。聖母子像でも幼児イエスが眠っていたり、十字架を持っている場合は将来の受難を暗示し、悲しみが示されている。またぶどうは受難の象徴でもあり、情愛を示す果物類と若干異なる。

#### 受難そのものの悲しみ
イエスの受難は十字架刑を中心にマリアの悲しみを示す。受難の「連作」としてヴィア・ドロローサ（悲しみの道行き）がある。

#### 受難以後の「悲しみ」「栄光」
受難以後のマリアの生涯は悲しみに満ちたものであったと想像される。しかしこの時期のマリアを描く図像は少なく、マリアの生涯の最後の出来事「マリアの死」、「マリアの被昇天」について聖書に記述はない。またマリアは「死んだ」という明確な教義はカトリックにはない。ただし最後の出来事被昇天 は悲しみというより、地上から天国へと至る「喜び」、より正確には「栄光」を示すとされる。栄光という分類は意味は喜びに近いがマリアの生涯の最後との関連で生じた図像なのでここに分類した。Iconclass 分類は↴
```
11 F 2 6 4 マリア（幼児イエス無し）：修道女として（キリスト死後）：孤独の聖母
```

#### ロザリオなどの祈りの道具
ロザリオは珠数に似た祈りの用具でこれを用いた祈りもロザリオと呼ばれる。その起源はドミニコ修道会の創始者ドミニクスがマリアからロザリオを授かった事とする伝説を15世紀の同会の修道士アラヌス・ド・ルーペ（1475年没）が広めている。ロザリオの祈りでは「父なる神よ」の他に「アヴェ・マリア」が何度も唱えられる。ロザリオという単語はバラ園から派生しているが、神秘のバラといえばマリアその人への尊称である。さらにロザリオの一個一個は「花輪」、様式化されたバラである。用具としてのロザリオは5つ（正式には15）の連（小ロザリオ10個と大1個の組）から構成され、各連に対応してイエス（とマリア）の生涯から15の出来事を玄義として瞑想するのがロザリオの祈りである。祈りの道具は他にスカプラリオなどがあり関連したマリア象もある。Iconclass 分類は↴
```
11 F 6 2 3 マドンナ（幼児イエスを伴う）、他の人物が伴うか周囲にいる：ロザリオの聖母
```

#### 守護のマント
マリアが腕のマントを拡げてその下に様々な人々を守護している図像である。こうした図像は「守護のマントのマリア」「慈愛のマリア」と呼ばれる、マリアの慈愛、守護への信頼を示す図像である。服飾の特徴が図像名称となっているタイプである。この守護のマントは他者をかくまう機能を果たしている。守護のマントの下にかくまわれる人は個人や特定修道会から人類の全階層へひろがっていく。 Iconclass 分類は↴
```
11 F 6 2 4 マドンナ（幼児イエスを伴う）、他の人物が伴うか周囲にいる：慈悲の聖母、守護のマントの聖母
```

#### 祈りをとりなすマリア
祈りの分類の最後は人々の祈りを神にとりなす存在としてのマリアを描く、「とりなし」のマリア像。どういう状況での祈りか重要度の順に三区分。 最後の審判にて、次に煉獄や臨終にて（個人審判）、そして災厄や日常の守護。日常の守護とはパトロン（守護聖人の転用）、「何でもかなえて欲しい」存在としてのマリアで全てのマリア像にこの側面があるかもしれない。Iconclass 分類は↴
```
11 F 3 1 マリア（幼児イエス無し）、他の人物伴う：とりなす（キリストに）、 乳房見せることも
11 F 3 2 マリア（幼児イエス無し）、他の人物伴う：マリアを礼拝したり、 助けを懇願する人のいる
```

#### 王座と周囲の隔離が強い
王座と周囲の空間は文字通り枠やニンブス（聖なる空間を示すアーモンド型）で区切られるなど隔離が強い。周囲に描かれる人物も最初は個性、区別が無いか少ない。 図像としては降誕の一場面「マギーの礼拝」図として早くから描かれていた。しかし独立した図像として成立するのは5世紀以降で、431年のエフェソ公会議における「神の母としてのマリア」の教義成立の影響が大きい。構図が復元可能な最古のものは5世紀中頃のローマのカプア・ヴェテーレ教会にあった。聖母子の左右に装飾的な葡萄の蔦を配しただけの簡潔な構図である。

#### 王座と周囲の人々の交流
ついで王座に座す聖母子と周囲の人物は様々な交流を示すようになる。また聖人たちも個性を示し、左右どちらかに位置するかの慣例も現れる。両ヨハネを左右に配する場合。聖女の場合イエスとの象徴的婚約の場面（指輪をはめてもらう）も描かれるようになる。また聖人だけでなく一般人も描かれるようになる（作品の寄進者など）。

#### 内部が開くマリア
左右の変化に対して王座自体、というより「王座としてのマリア」の変化がある。 マリア像の内部が開き、様々な図像が含まれている。容器としての機能という点では聖遺物容器も同様。開きはしないが聖遺物容器としてのマリア像、聖遺物容器に描かれたマリア像もここに分類。また「黒い聖母（マリア）」という土俗的な図像も非キリスト教の女神像に似ることからここに分類。

#### 王座は地上で高くなる
王座はその尊厳を増すかのように地面よりかなり高く置かれることもある。また特別の例として下にもうひとつの王座を加えた図像もある。 下に「ソロモンの王座」がある図像で 王座に座るマリア像の一種。ロマネスクからゴシックへの過渡期を代表する。ソロモンは旧約時代の叡知あふれる王でキリストを予型する人物のひとりとされる。そうした対比から彼の王座についての記述（列王記上、10章18～20節）が御子イエスを抱くマリアの王座の造形表現に利用されるようになる。その王座の特徴は獅子（ライオン）が描かれていることである。獅子はまた両ヨハネを象徴することもあり、聖人と動物の混合として後述する。

#### 王座は雲中、空中で浮遊感有り
地上の王座に座していた聖母子が今や高く空中に浮かび足元に雲が描かれている。地上からは聖人が崇敬をこめて見上げることもある。「雲の上の聖母子」と呼ばれる図像タイプである。ラファエロの「システィナの聖母」や「フォリーニョの聖母」、ティツィアーノの「アンコナの聖母子」等が代表作である。

#### 天上の王座、 浮遊感無し
地上をはるか離れ、天上に達した王座は別の図像といえる。すなわち幼児イエスの姿は無く代わりに「子なる神」としての成人のキリストが描かれる。王座は女王としてのマリアの戴冠のために用意されている。天の女王、天使の女王と呼ばれるマリア像は必ずしもこの分類ではないがあわせて紹介する。 また戴冠ということでは（実在の）地上のマリア像がその権威づけのため戴冠するという教会行事があり、別項で紹介する（王冠、衣装、春の女王など）。

#### 下への（より人間的な）変化：授乳
マリアが授乳する相手は幼児イエスに限らない。正確にはマリアの胸から乳が出てそれを聖人や煉獄の魂が受け止めるという図像がある。キリストが受難の際に流した血と対比され、マリアの乳も救済のための効力があるとされた。聖遺物としても各地に伝承している。乳を受ける聖人は聖ベルナールが多い。 Iconclass 分類は 11F33 マリア（幼児イエス不在）、他の人物伴う：乳房から乳を与える

#### 下への（より人間的な）変化：謙譲（地面に座す）
地面に座すマリアは「閉じた園」つまり庭、田園、楽園、天国などの中のマリア、女庭師といった図像名で呼ばれる。また田園風景の中に聖母子や養父ヨセフを描いた「エジプトへの逃避途上の休息」という図像もこの分類に含まれる。垣根などで囲われた庭を描く「バラ垣のマリア」が有名である。楽園と天国の違い、あるいは混合などは細区分で後述する。Iconclass 分類は↴
```
11 F 4 3 マドンナ（幼児イエスを伴う）：マリアは地面に座す、幼児イエスは彼女の膝の上に
11 F 4 3 1 マドンナ（幼児イエスを伴う）：マリアは地面に座す、幼児イエスは彼女の前、膝の上に
11 F 4 3 2 マドンナ（幼児イエスを伴う）：マリアは地面に座す、幼児イエスは彼女の膝、ひじの上に（マリアの左側に）
```

#### 授乳と謙譲の混合
前2つの分類の混合、地面に座し授乳するマリアの図像。前項とほぼ同じ下位区分、たとえばエジプト避難途上で授乳するマリア、など

#### 動物
両ヨハネは現実の人物として描かれる他、ニンブス（聖人の徴の円形）のある獅子（ライオン）としても描かれた。動物は鳥、哺乳動物、昆虫、伝説の動物その他に分類。Iconclass 分類は分類 動物： 一角獣は独立して分類 →11F243

#### 植物
植物と隣接する分類との紛れ。サンゴ枝はマリアの処女降誕の象徴としてマリア像に含まれる。これは中世の人々の理解では動物というより植物に近かった。サンゴ自体は動物で内部に藻が含まれているというのが現代の理解。 また植物と非生物の類似として「帝国宝珠」がある。

#### 非生物
人間、動植物以外の事物を非生物としてさらに三区分。「人工物」「非人工物（さらに区分）」で「非生物のなかの非人工物」：地球とその他の天体など。 その他、天体、気象、自然現象（光、虹、隕石など）

#### イエス服飾
服飾は装身具や持物も含めた広い意味。神の子、御子としての尊厳を強調する図像では上下とも着衣で描かれるが、より人間的に描かれ始めると半裸体、裸体も多くなる。また後から被せた服、教会の祝日などに被せられる服もある。

#### イエス本人（服飾と、マリアとの関係除く）
服飾やマリアとの関係を含まない、イエス本人の様子を分類。年齢は乳飲み子か幼児として描かれる。嬰児としてマリアの胎内に描かれる場合もある。

#### イエス：マリアとの関係
聖母子の間の情愛を最もよく示す分類。マリアに抱かれる場合、通常心臓のある左（向かって右）に描かれることが多いのは古くからの伝承による。つまり「ルカが描いたとされる」マリア像は「ホディギトリア」と呼ばれ右側にイエスを抱くマリア像。Iconclass 分類は↴
```
11 F 4 1 マドンナ（幼児イエスを伴う）：マリアは立つか半身、 幼児イエスは彼女の胸の近くに
11 F 4 2 マドンナ（幼児イエスを伴う）：マリアは座るか王座に座す、 幼児イエスは彼女の膝の上（または彼女の胸の前に）
11 F 4 4 マドンナ（幼児イエスを伴う）：マリア（立つ）、 幼児イエスはひとり立つ（または彼女に寄りかかる）
11 F 4 5 マドンナ（幼児イエスを伴う）：マリアはひざまづく（地面に）、 幼児イエスは彼女の前に
11 F 7 2 特定の部分：マドンナの表現：幼児イエスとマリアの部分
```

#### マリア服飾
本人に一番近い周囲として装身具を含む服飾。マリア像の「色」は服飾が大きな比重を占める。悲しみのマリアは通常とは違う色の服であるなど。通常の女性服としての側面の他に、図像に後から被せられる衣装や冠、服飾の機能として他者のための服飾としての「守護のマント」（既述）、服飾が図像名となっている「麦穂のマリア」、珍しい服飾として巡礼服や羊飼い服、戦闘服などがある。 逆に服飾品に描かれたマリア像として、スカプラリオという祭服（肩掛けに近い）は様々なタイプがあり、色、マリア像が対応する。 また聖遺物としてマリアの身につけていた服など。腰布はマリアが被昇天の際、疑り深い使徒トマスに投げ与えたという伝説、図像がある。

#### マリア本人
周囲との関連を除くマリア本人について、またマリア像につけられた名称と図像タイプとの対応（必ずしも対応しない）も考察対象。様々な色がマリア像の名称となり、黒、白、赤（褐色）、緑、黄金などがある。Iconclass 分類は↴
```
11 F 7 3 特定の部分：マドンナの表現：マリアの部分
```

#### マリア像の位置、場所、コンテクスト（文脈）
マリア像自体がどういう関係のなかに置かれているか、室内 、 屋内だが室外：建築表面など、と屋外：像の移動、複製、流通に分類する

### 細分類 （81区分）

#### 時の始め：創世記の女：蛇を踏む
創世紀3章15節に登場する「女」である。神はアダムとエヴァを誘惑した蛇に対して「お前と女、お前の子孫と女の子孫の間にわたしは敵意をおく。彼（女の子孫）はお前の頭を砕き-」と言う。旧約聖書は新約聖書の預言と見る予型論的立場から、この彼は救世主イエス、女はその母マリアと解釈される。（男性形、女性形をめぐる解釈史については略）。こうして蛇はマリアの足元の地球（誘惑の舞台）に巻きついて描かれる。

#### 黙示録の女
黙示録12章6～8節に記述されている「女」は天に出現し子を抱いて竜から逃れる。その「頭に12の星からなる冠を被り、太陽を着て、足の下に月を踏み」とある。後の箇所で「空で龍から逃げ出した」に基づき羽根が生えて描かれることもある。

#### その他のマリアを「予告」する女性像
```
旧約聖書に登場する女性でその徳からマリアを「予告」すると考えられた女性像。マリア像と関係づけて描かれることもある。
エヴァ
など否定的に解釈される女性像 、
ユディト
など肯定的女性像は敵に対する勝利など攻撃的な側面もある。また固有名が無い女性像：雅歌の花嫁、
シオンの娘
 などがある。リストすると下記のようになる。シバの女王、アビガル、ラヘル、リベカ、サラ（アブラハムの）、サラ（ラグエルの）、ヤエル、エレミヤ、イザヤ、 ユディト、ルツ、 エステル、アウグストゥスと巫女、バテシバ、
```

#### 系図
マリアの系図を示す図像で、マリアの親族を含んだ図像はここに含まれる。二つの三位一体 、ムリリョ作では地上のイエス、マリア、ヨセフの三人の聖家族に対し、本来の三位一体（父なる神、鳩として描かれる聖霊なる神、そして子なる神）を合わせ描く。幼児イエスは両方に属し一度しか描かれていない。 マリアの両親：アンナとヨアヒム 二人は「金門の前の出会い」という、母アンナによるマリアの懐妊を示す図像でヨアヒムと触れ合っている。 マリアの従姉エリザベツ をマリアが訪問した場面と懐妊を示す点は共通。

#### 無原罪の御宿りのマリア像 ：多数の象徴で囲まれている
トータ・プルクラとも呼ばれ、最大15のマリアの象徴で囲まれる。

#### 無原罪の御宿りのマリア像 ：少数の象徴で囲まれている
ピュリッシマとも呼ばれ、ムリリョの作などが有名。

#### 懐妊期
妊娠に相当する欧米語は「期待」「希望」という意味も持っている（英語はexpectation、フランス語はesperance, ドイツ語はHoffnung,スペイン語はesperanzaなど）。イエスを妊娠している期間のマリアについて聖書は「マリアのエリザベツ訪問」の出来事を記す。この場面には二人の妊婦エリサベツとマリアが登場しており、妊娠しているマリアの単独像はここから派生した。図像学的には黙示録の女（「女がみごもり」）との関連もある。
Iconclass 分類は
```
11 F 2 3 4 マリア（幼児イエス無し）：立像：妊娠しているマリア
```

#### イエス誕生とそれ以後
降誕（羊飼いへのお告げ ） 、降誕（羊飼いの礼拝）、 降誕（マギーの礼拝） が代表的。図像名ではマギーは「博士」や「占星術師」「三王」などとも呼ばれる。

#### 受難の予感：イエスが十字架などを持つ
情愛の聖母子に見える図像でもイエスが十字架などを持っていると、受難の予感を示す「悲しみ」の図像と解釈できる。

#### 剣で心を貫かれるという預言
マリアの生涯で具体的に受難を予感させる出来事は新生児イエスを神殿に奉献する際、シメオンから受けた言葉「あなたの心は剣に貫かれるでしょう」である。実際にマリアが剣で心を貫かれる（受難の時）図像は別に分類。

#### その他、受難以前に悲しみと解釈される図像
「エジプトへの逃避」等である。ヘロデの迫害を逃れるための長旅にある聖家族を描く。

#### 受難；マリア一人、剣、円環など
現実に剣で胸を貫かれるマリアは悲しみの大きさを誇張して示している。Iconclass 分類は↴
```
11 F 2 4 1 1 マリア（幼児イエス無し）：座像：マリアの（7つの）悲しみ 
11 F 2 4 1 2 マリア（幼児イエス無し）：座像：7つの剣で貫かれるマリア
```

#### 受難；ピエタ（イエスと二人）
ピエタ（イエスの遺体を膝に抱く）の図像はミケランジェロ作のヴァチカンにある作が有名。

#### 受難；群像、連作、象徴
マリアとイエス以外の人物を含む群像、十字架刑を中心とする連作「十字架の道行き」、十字架刑を象徴する図像や「十字架刑像のあるぶどうの樹」などがある。

#### 受難以後の悲しみ
受難以後の悲しみはマリアと使徒たちとの別れの場面などがある。マリアの生涯の最後の時期は天に挙げられるということから「栄光」の出来事と解釈される。

#### 受難以後 その他
単独像として修道女としてのマリア 孤独 Soledadのなかのマリア像 などがあり、老年に描かれることからこの時期にも分類できる。 Iconclass 分類は11 F 2 6 4 マリア（幼児イエス無し）：修道女として（キリスト死後）：孤独の聖母

#### 実物大のロザリオ（バラの花輪）を描く
マリアが持つ（頭に被る）、イエスが持つ、その他（聖人が受け取る、など）がある。 ロザリオと色：「宣教ロザリオ」は各大陸を示す5色で構成される。 青：オセアニア 緑：アフリカ 赤：アメリカ（南北とも） 白：ヨーロッパ 黄：アジア

#### ロザリオ個々の玄義、物語、連作
ロザリオの15玄義の内訳は「喜びの玄義」（受胎告知、訪問、降誕、イエスの神殿奉献、イエスを神殿で見出す、の5つ）、「苦しみ（悲しみ）の玄義」（園での苦悶、イエスが鞭打たれる、イエスが茨の冠をつけられる、イエスが十字架を運ぶ、十字架刑の5つ）、「栄えの玄義」（復活、昇天、聖霊隆臨、マリア被昇天、最後にマリアの戴冠と天使・聖人の栄光、マリアの戴冠が加わったのは後世）の5つである。

#### 守護のマント；とりなしとの混合
Iconclass 分類は↴
```
11 F 3 4 マリア（幼児イエス無し）、他の人物伴う:災厄に対し人類を守護する、 たとえばマントでかくまう、「ペスト像」
```

#### とりなし：煉獄、死後の審判、
善き「往生術」という図像がある。天使と悪魔が死にいく人の魂を奪い合い、マリアの助けで天国へ行くといった図像。

#### とりなし：その他 。様々な災厄におけるとりなし
ペストなど

#### 王座の左右：マギーがいる
その人数（後に3人で定着するまで変遷がある）、左から現れるか、右からか、などがある。

#### 王座の左右：天使がいる
その数、個別化、天使の女王としてのマリアなどがある。数に深い意味があるとは言えないが天使が主要要素として描かれる時はガブリエル（受胎告知）やミカエル（最後の審判）など名前も伴っていることが多い。天使には9階級あるとされる。オーストリア、ウイーンにある「天使の9階級」教会のクロスターノイブルク祭壇画は「天使の女王」他さまざまな女王としてのマリアを描く。中世のマリア図像学の集大成といえる作品である。

#### 王座の左右：その他、単純な構図、聖人がいる：列を成し、まだ無個性
王座のマリアの初期の図像ではマギーや天使を除くと構成要素も少なく、聖人が描かれる時もまだ無個性、名前が特定されない「列」のこともある。

#### 王座の左右：中央との仕切り枠消える：聖人との交流
王座のマリアの左右への変化として左右の聖人の個別化、中央の聖母子との交流などが描かれ始める。続く分類に「処女」聖人が、最後の分類に「聖人」以外の俗人が描かれる図像を分類したのでここは聖人（男性）と全般を含む分類である。Iconclass 分類は↴
```
11 F 6 1 マドンナ（幼児イエスを伴う）、他の人物が伴うか周囲にいる：聖人を伴う
11 F 6 1 1 マドンナ（幼児イエスを伴う）、他の人物が伴うか周囲にいる：聖人を伴う： 「聖会話」
11 F 6 1 2 マドンナ（幼児イエスを伴う）、他の人物が伴うか周囲にいる：聖人を伴う： Ueber dich freut sich 正教会の図像
```

#### 王座の左右；処女聖人の婚約
聖母子像の左右に描かれる聖人のうち処女聖人（聖女）には独特の図像がある。幼児イエスとの神秘的、霊的婚約を描くものでイエスが聖女に指輪をはめる様子が描かれる。

#### 王座の左右：その他、寄進者など
聖人以外にも俗人、作品の寄進者なども描かれるようになる。

#### 王座の内部：開くマリアの外面、聖遺物容器
開くマリアの用途は内部に聖遺物を入れることにもあり、その他の聖遺物容器におけるマリア像も分類。

#### 王座の内部：開くマリアの内容物、聖遺物
生涯の連作、磔刑のイエス、三位一体などがマリアの内部に絵画や彫刻として含まれた。マリアが神を含んでしまうことはマリアの方が上位、優位で女神と誤解されるおそれがあるとして中世の神学者に非難された。Iconclass 分類は↴
```
11 F 9 2 マリア崇敬：マリアの聖遺物
```

#### 王座の内部：異教的、黒いマリア
異教的要素の強い「開くマリア」と似た性格の「黒いマリア」をここに分類した。「黒いマリア」は開くわけではない。

#### 王座が高くなる：階段などで
王座の上への変化として地上で王座が高くなる。最初は階段などで高くされる状態。

#### 王座が高くなる：下に「ソロモンの王座」
王座が高くされる特別の例としてもう一つの王座が下に描かれた場合がある。「ソロモンの王座」である。

#### 王座が高くなる：その他 「離陸直前」
すでに地上を離れた状態への過渡期として天使が持ち上げ支えている図像である。天使が王座ではなくマリアを支え持ち上げ天に「挙げる」マリア被昇天の図像があり、それとの類似がみられる。何かを運び空を飛ぶ天使としては「ロレトの聖家族の家」を運ぶ天使が有名である。

#### 王座の聖母子の上への変化：空中、王座消えることも
「雲の中の聖母子」のように空中に浮かんで描かれる図像がある。地上の聖母子と天上の聖母子（この場合はイエスは幼児ではなく成人の「子なる神」として描かれる。）の中間の図像と言える。 空中にあるマリア単独像は既に紹介した「無原罪のマリア」や「被昇天のマリア」がある。 かたや下降、かたや上昇するマリアだが、上昇と下降自体は厳密に描き分けられてはいない。

#### 天上：幼児イエス無し、浮遊感無し
地上を離れ天上に達したマリアは王座に座す際ももはや幼児イエスを抱いていることは無い。また空中にあった際のような浮遊感も無い。こうしたマリアは天国の女王、天使の女王などとして三位一体の神から戴冠したり、教会の擬人像として成人イエスと並び座したりする。

#### 幼児イエスへ授乳するマリア
はっきりとした授乳 、授乳前：乳房を見せる 、幼児イエスが授乳を拒む：マリアの 乳房より十字架（将来の受難を象徴）を選ぶように見える図像、がある。Iconclass 分類は↴
```
11 F 7 2 6 マドンナの表現：幼児イエスとマリアの部分：幼児イエスがマリアから授乳する、または授乳しようとマリアが胸を開く
11 F 7 2 6 1 マドンナの表現：幼児イエスとマリアの部分：幼児イエスがマリアから授乳していないが、マリアは胸を開いている
11 F 7 2 6 9 マドンナの表現：幼児イエスとマリアの部分：幼児イエスがマリアから授乳することを拒む
```

#### 聖人へ授乳
```
聖ベルナールへ授乳（正確には乳をほとばしらせる）するマリア像などがある
```

#### 田園 ：授乳と謙譲の混合、 開けた風景
地面に座す聖母子の周囲に具体的な屋外風景が描かれ始める。草原であったり、生涯の出来事の一つである「エジプト避難途上の休息」の場面である。

#### 庭園 ：閉じた庭：楽園（地上）
マリアは開けた風景よりむしろ「閉じた園」、庭園と密接に関係している。閉じた園自体がマリアの処女性の象徴とされる。囲われていることを示す垣根にはバラやその他マリアを象徴する植物が描かれる。庭園の文化史との関連で地域ごとの特色も興味深い。バラ垣、その他の垣を描く ショウンガウアー、ロホナーによる作品が特に有名。田園風景のある聖母子 ジョヴァンニ・ベリーニ作。草原の聖母子 ラファエロ作。彼には類似の構図の作が計3つあり（ウフィツィ蔵、ウィーン蔵、ルーブル蔵）、ルーブルの作は「楽園の女庭師」とも呼ばれる。

#### 天国
地上の楽園と天国の庭は厳密には区別できないが、作品の題名としてパラダイスの意味の語が含まれることがある。また熱帯の風景のなかの聖母子 では熱帯は天国ではないが、通常の景観と異なるものとして描かれている。

#### 鳥
鳩は救済の象徴として、また聖霊の花嫁としてのマリア像などに登場。鶸（ひわ）は受難の象徴としてマリアやイエスが持つ。その他伝説の鳥など。鳩：救済の象徴、聖霊の花嫁 。鶸（ひわ）のいる聖母子：受難の象徴 、デューラー作 。その他：伝説の鳥、否定的意味 その他。
```
マリア像に描かれた鳥 はオウム、 カラドリウス 、カラバス、 カリスタ、 カワセミ、 クジャク、 グリフィン（伝説の怪鳥）、 スワン（白鳥）、 ダチョウ 、卵（ 鳥の）、 チャラドリウス 、七羽の鳩（聖霊の賜物を象徴） 、不死鳥（フェニックス）、 ペリカン 、ボノファ、 めんどり 、鷲などがある。
```

#### 哺乳類
小羊、ライオン：ヨハネと関連 する。一角獣（実在しないがマリアの処女性の象徴として頻出する動物）。その他 牛、ロバなど 例：猿のいる聖母子、デューラー作。 その他マリアに関係する哺乳動物は 犬、 うさぎ 、熊 、猿 、象 、猫 （受胎告知像に描かれることがある）などがある。

#### 動物：その他の動物
昆虫はテントウ虫、ミツバチ（の巣）、蝶など。は虫類は否定的意味を持つことが多い：蛇は人類の原罪をもたらしたものとしてマリアやイエスの足元に踏みつけられて描かれる。 ハーピーは伝説の怪物。アンドレア・デル・サルト作。 その他：植物との紛らわしさではサンゴ枝（既述） がある。マリアに関係する「その他の動物」に 貝、 カタツムリ 、亀 、魚、 トカゲ 、 龍などがある。

#### 樹木
善悪（知識）の樹、生命の樹 アダムとエヴァのいた楽園にあったとされる「善悪（知識）の樹」はイエスの十字架刑の十字架の材料と対比された。十字架を「生命の樹」として描いた作があり、両脇にマリアとヨハネが描かれている。ボナヴェントラは生命の樹という考えを記した神学者。
エッサイの樹、燃える茨。 枝(ラテン語でvirga)は処女（virgo）との類似により、またその頂に「花」であるイエスを実らせたものとしてマリアの象徴とされた。レバノン杉 杉の象徴は杉Cedrus exaltada 「杉のように大きく」（シラ書24章13節）に基づく。聖書の舞台の植物としてはレバノン杉のことである。レバノン杉と糸杉の常緑樹はソロモンの王座（既述）の材料として「イエスの座」であるマリアの象徴とされた。その他マリアに関係する植物とその聖書の由来箇所（名称は樹木と果実と花にまたがる場合があるのでここにまとめて列挙した）に 、
バラPlanata de rosa「バラの木」（シラ書24章14節）、オリーブの木oliva speciosa（シラ書24章14節）などがある。
その他、アーモンド, アーモンドの木、イチゴ 、イチジク、 オーク、 アイヒ 、オウトウの木、 オダマキ、 オリーブ、芳しき オリーブの木、 オレンジ 、樫、 くるみ 、月桂樹 、穀物の束 、ザクロの実、 棕櫚 、スズラン、 スミレ 、蔦。 ナデシコ、 ハス、 ヒエンソウ、 松ぼっくり、 麦穂 、洋ナシ（果実）などがある。

#### 果実
植物の一部である果実もマリアの象徴に多くを提供している。エヴァがアダムに渡した禁断の果実はリンゴともイチジクともいわれる。またぶどうは受難の象徴として多く描かれる。リンゴ、イチジク、ぶどう。
他の分類との類似：帝国宝珠：地球儀の一種だがリンゴにも似ており、上に十字架などが付く

#### 花
バラはマリアその人の象徴としても、またロザリオの原型（バラ輪）としてもマリアに関係深い。ユリは受胎告知の天使ガブリエルがマリアに届ける花として登場する。（図示済み）もともと天使は神の権威の象徴である錫杖を持っていたからそれとの形態の類似は理解しやすい。 その他 多数の花の集合として花輪がある。フランドルでは聖母子像の周囲に別の画家が描いた花輪を合成する作品が多く作られた。専門に分化していたわけである。たとえばルーベンスとセーゲルスの組み合わせが有名である。 バラ：花輪としてロザリオ、王冠に似る 。ユリ：様式化され錫杖に似ることがある。 ユリ（百合） Sicit lilium inter spinas「茨の中に咲きいでたゆりの花」（雅歌2章2節）

#### 非生物で人工物
生物に続く非生物はまず人工物から紹介する。聖母子像に多く登場するものとして十字架と本（巻物）がありいずれもキリスト教の教義、本質を象徴する。十字架は樹に似ること、冠は花輪に似ることから植物の隣に分類した。
Iconclass 分類は
```
11 F 1 2 マリアのモノグラム
11 F 1 3 マリアの紋章
11 F 3 6 マリア（幼児イエス無し）、他の人物伴う：勝利のマリア、凱旋車に乗る、十字架：樹に似る、冠：花輪に似る、本、巻物など
```

汚れの無い鏡 Speculum sine macula（外典「ソロモンの知恵」7章26節）
建造物：塔、井戸、都市など ダビデの塔 Turris David（雅歌4章4節） 命の水を汲むところ、泉（井戸）Futeus aquarum viventium（雅歌4章15節） 泉（井戸）は人工物か否か両方にまたがるところもある。地下から溢れる水が泉でそれをくみ出す機構が井戸であるから、井戸は泉の先端部、蓋といえるからである。 閉ざされた園Hortus conclusus（雅歌4章12節） 庭は自然に囲い、人手を加えた人工物とみなせる。「閉じた」という意味が処女性に通じ、マリアの象徴である。 園の泉Fons hortorum（雅歌4章15節） 泉は非人工物であるが園の中にあることは「封じられた（封印をつけられた）、閉じた」泉として人手が加わっていることを意味する。「閉じた」からマリアの処女性の象徴である。 その他の人工物： アーロンの花咲く杖 、石の門、 糸巻き棒、 インク壷、容器、 王冠 、王錫、 鏡 、楽器 、花瓶 、ガラス（容器）、 ギデオンの羊毛 、球、 鎖、 契約の櫃、 剣 、香炉、 杯、 12の星の冠、 勝利の旗、 燭台、七脚の：、 城 、象牙の塔、 槌、ハンマー 、都市 、閉じた門 、ニンブス、 柱 、武器、 船、 ペン、筆、 指輪 、ろうそく

#### 非人工物：地球とその構成物、産物
```
地球、大陸（5大陸を象徴するロザリオの色は既述）、洞窟、泉 命の水を汲むところ、泉（井戸）Futeus aquarum viventium（雅歌4章15節） 泉（井戸）は人工物か否か両方にまたがるところもある。地下から溢れる水が泉でそれをくみ出す機構が井戸であるから、井戸は泉の先端部、蓋といえるからである。また地上と地下の境界でもある。 ルルドはマリアが1858年に出現したとされる地である。出現以前は洞窟と泉だけであった。マリア出現の後はそこにマリア像や祭殿が設けられ、泉から奇跡の水をくみ出すための井戸がある。このルルドの景観を模した構築物は世界中にある。東京 関口のマリアカテドラルや各地の教会、学校などである。 また泉の上に聖母子像を描いた「命の泉」という図像がビザンティン文化圏にある。 園の泉Fons hortorum（雅歌4章15節） 泉は非人工物であるが園の中にあることは「封じられた（封印をつけられた）、閉じた」泉として人手が加わっていることを意味する。「閉じた」からマリアの処女性の象徴である。地下、鉱物、宝石、貴石、石、岩 特に宝石がマリアの高貴さの象徴となった。海中 、真珠 、錨 など。「海の星」は天体の項で紹介する。 その他 地球の構成物として 石 、岩、 海、 海の没薬、 貴石、 鉱物、 サファイア、 真珠 、ズードコス・ペゲー（命の泉）、 セレニト（マリアガラスと呼ばれる）、 ダイアモンド 、大理石 、宝石、 貴石など。
```

#### 天体、気象、自然現象
地球以外の天体を分類する。 12の星の冠は黙示録の女に由来しマリア像に含まれた。6つの頂点を持つ星自体もマリアの象徴とされる。マリアの服飾には星が描かれることも多い。 海の星Stella maris （ヴェナンティウス・フォルチュナートゥス（530～610年頃）がマリアにつけた尊称）、航海者を安全に導く星としてマリアはその守護聖人とされた。 また暁星、明星は「太陽」であるキリスト、日の出を予告するように明け方に現れる星（金星）であるからマリアの象徴とされる。 太陽、月もマリアの象徴とされる（既述）。彗星、隕石もマリアの象徴だが、隕石は天からの落下物として気象にも分類した。 三日月 Electa ut sol 「太陽のように輝き」（雅歌6章10節）、 半月 太陽 Pulchra ut luna 「満月のように美しく」（雅歌6章10節） 天の門 Porta Caeli（創世記28章17節） 神の都Civitas Dei（詩篇87編3節） 都市であれば人工物であるが、神により作られた都であれば天国、天上のエルサレムという意味で「非人工物」と言えよう。 天と地を繋ぐもの：虹、ヤコブの梯子（人工物でもある）がある。気象、自然現象：火、光、落下物（隕石） その他の天体、気象、自然現象： 雲、雪、光 「雪のマリア」はローマのサンタ・マリア・マジョーレ教会の創設に関する伝承で真夏に降った雪に因むマリア像の名称でもある。

#### イエス本人：首から上
Iconclass 分類は↴
```
11 F 7 1 2 マドンナの表現：幼児イエスの部分：幼児イエスが画面の外を見る
11 F 7 1 3 マドンナの表現：幼児イエスの部分：幼児イエスが聖人や寄進者の方を見る
```

#### イエス本人： 体幹
Iconclass 分類は↴
```
11 F 7 1 1 マドンナの表現：幼児イエスの部分：幼児イエスが話したり祝福する仕草 
11 F 7 1 5 マドンナの表現：幼児イエスの部分：幼児イエスが手に何か持つ 
11 F 7 1 5 1 マドンナの表現：幼児イエスの部分：幼児イエスが何かを誰かに手渡す 
11 F 7 1 5 2 マドンナの表現：幼児イエスの部分：幼児イエスが何かを受け取る、または何かに手を伸ばす
```

#### イエス本人：下半身、全身
Iconclass 分類は↴
```
11 F 4 6 マドンナ（幼児イエスを伴う）：幼児イエスは彼女の肩に座る
11 F 4 6 1 マドンナ（幼児イエスを伴う）：幼児イエスは彼女の肩に座る：マリアは立つ 
11 F 4 6 2 マドンナ（幼児イエスを伴う）：幼児イエスは彼女の肩に座る：マリアは座るか、王座に座す
11 F 4 6 3 マドンナ（幼児イエスを伴う）：幼児イエスは彼女の肩に座る：マリアは地面に座す 
11 F 4 6 4 マドンナ（幼児イエスを伴う）：幼児イエスは彼女の肩に座る：マリアはひざまづく
11 F 7 1 4 マドンナの表現：幼児イエスの部分：幼児イエスが眠る
11 F 7 1 6 マドンナの表現：幼児イエスの部分：幼児イエスが食べている
11 F 7 1 7 マドンナの表現：幼児イエスの部分：幼児イエスが遊んでいる
```

#### イエスとマリアの関係：首から上
Iconclass 分類は↴
```
11 F 7 2 1 特定の部分：マドンナの表現：幼児イエスとマリアの部分：幼児イエスがマリアを見る、またはマリアの方を振り返る
```

#### イエスとマリアの関係：体幹（特に手の動き）
Iconclass 分類は↴
```
11 F 7 2 2 マドンナの表現：幼児イエスとマリアの部分：幼児イエスがマリアの方に手を伸ばす、マリアに何かを示す
11 F 7 2 3 マドンナの表現：幼児イエスとマリアの部分：幼児イエスがマリアのヴェールを引き上げる、マリアの服に触れる、マリアの胸に手を置く 
11 F 7 2 4 マドンナの表現：幼児イエスとマリアの部分：幼児イエスがマリアの首に腕を巻き付ける
11 F 7 2 5 マドンナの表現：幼児イエスとマリアの部分：幼児イエスがマリアの頬に頬寄せる、マリアに接吻する 
11 F 7 2 7 マドンナの表現：幼児イエスとマリアの部分：マリアがインク壷を持ち、幼児イエスは書く
11 F 7 2 8 マドンナの表現：幼児イエスとマリアの部分：幼児イエスはマリアに冠をかぶせる
```

#### イエスとマリアの関係：下半身、全身
Iconclass 分類は↴
```
11 F 4 1 1 マドンナ：マリアは立つか半身、幼児イエスはマリアの前に、胸の近くに
11 F 4 1 2 マドンナ：マリアは立つか半身、幼児イエスはマリアの腕に（マリアの左側に）
11 F 4 1 3 マドンナ：マリアは立つか半身、特別の型
11 F 4 2 1 マドンナ：マリアは座るか王座に座す、幼児イエスは彼女の前、膝の上（または彼女の胸の前に）
11 F 4 2 2 マドンナ：マリアは座るか王座に座す、幼児イエスは彼女の膝の上（マリアの左側に）
11 F 4 2 3 マドンナ：マリアは座るか王座に座す、特別の型（他の人物はいない）
11 F 4 4 1 マドンナ：マリア（立つ）、幼児イエスはマリアの前（ひとり立つ、または彼女に寄りかかる）
11 F 4 4 2 マドンナ：マリア（立つ）、幼児イエスはマリアの横（ひとり立つ、または彼女に寄りかかる）
11 F 4 5 1 マドンナ：マリアはひざまづく（地面に）、幼児イエスは彼女の前に立つ 
11 F 4 5 2 マドンナ：マリアはひざまづく（地面に）、幼児イエスは彼女の前に座る 
11 F 4 5 3 マドンナ：マリアはひざまづく（地面に）、幼児イエスは彼女の前で横になる
11 F 4 5 4 マドンナ：マリアはひざまづく（地面に）、幼児イエスは彼女の前でひざまづく
```

#### マリア像の位置：室内
マリア像がどこにあるか、位置、場所、文脈によってマリア像の意味は変化する。文脈（コンテクスト）とは単独作品ではなく連作のなかのマリア像などの場合で、どの部分に描かれているかによって図像の解釈が違う。ロザリオの連作は分類60で紹介、ビザンティン、東方正教会には「アカシスト讃歌」という連作があり、受胎告知の祝日に向けてのもので、西欧のマリア讃歌の成立にも大きな影響を与えた。またイタリアのマリア巡礼地に因んだ名称「ロレトの連祷」はマリアの名称、象徴を50以上挙げ、単独像としても連作としても大変豊富な内容。同じ「受胎告知」の図像でもロザリオの連作の一部であるか、アカシスト讃歌の一部であるかにより細部の解釈に違いが生じる。

#### マリア像の位置：屋内だが室外：建築表面、
この中間の分類は建築で外部に向いた部分の図像などで、室内の図像とも完全に屋外の図像とも違う性格がある。室外の第一段階として部屋の扉など室外だが屋内にある図像、ついで建築表面を小規模あるいは部分、と大規模あるいは全体に分類、小規模は教会の鐘などのマリア像。大規模は大聖堂正面などいわば建築の「顔」にあたる部分や、建築も複数含み敷地全体を個体として総称する「マリア教会」などである。

#### マリア像の位置：屋外、その他
マリア像は様々に変形、複製される。分類は墓地の墓碑銘、道標、十字架の道行きなど「屋外連作」がある。次いで、教会、巡礼地（固定）などから移動し、たとえば祝日の行列で運ばれるマリア像や、現代では展覧会などでオリジナルや複製が展示、流通するマリア像がある。複製芸術の代表は郵便切手や通貨など小規模芸術が多い。マリア像も多数の作品が「来日」しており、これらは作者の誕生、死去何100周年などを記念する機会に多い。（参考文献:松本富士男、マリアの図像学（2） 日本の展覧会で展示されたマリア像 東海大学文学部紀要）